# Michèle Martin
Michèle Martin (Ottignies-Louvain-la-Neuve, 10 luglio 1963) è un'ex cestista belga.

## Carriera
Con il Belgio ha disputato i Campionati europei del 1980.